# Běstvina - krypta
Běstvina - krypta este o arie protejată (arie specială de conservare — SAC, sit de importanță comunitară — SCI) din Republica Cehă întinsă pe o suprafață de 0,03 ha, integral pe uscat.

## Localizare
Centrul sitului Běstvina - krypta este situat la coordonatele 49°50′09″N 15°35′58″E / 49.835833°N 15.599444°E.

## Înființare
Situl Běstvina - krypta a fost declarat sit de importanță comunitară în aprilie 2005 pentru a proteja 1 specie de animale. Situl a fost protejat și ca arie specială de conservare în octombrie 2013.

## Biodiversitate
Situată în ecoregiunea continentală, aria protejată nu include niciun habitat protejat.
La baza desemnării sitului se află o specie protejată de  mamifere: liliacul mic cu potcoavă (Rhinolophus hipposideros)